# Enrico Pieranunzi

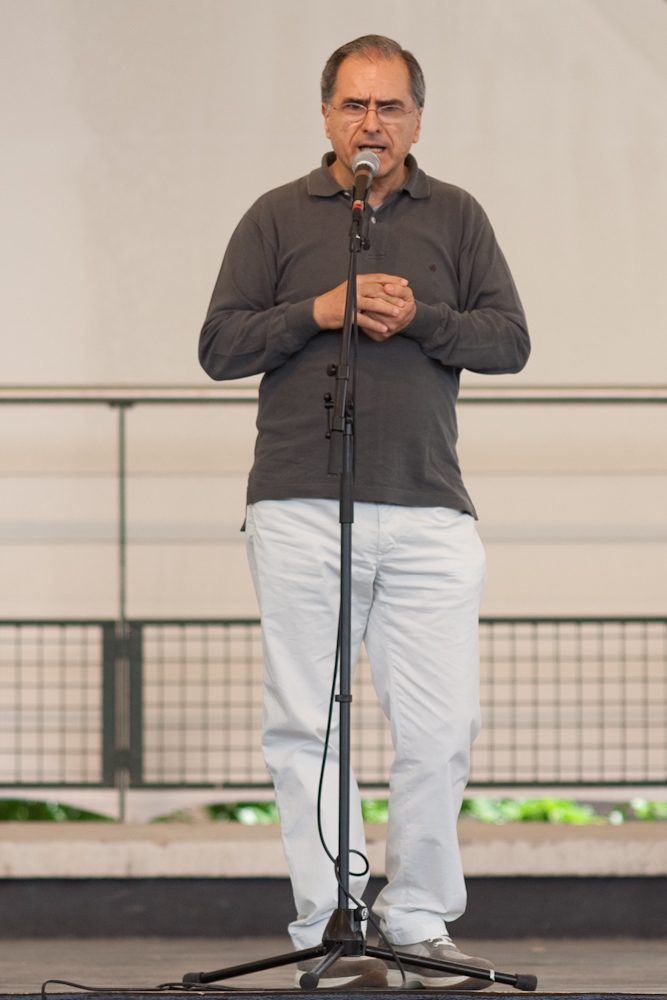
Enrico Pieranunzi (2010)

Enrico Pieranunzi (Rome, 5 december 1949) is een Italiaans jazz-pianist, componist en arrangeur. Hij wordt gezien als de belangrijkste jazzpianist van zijn land. Hij werd beïnvloed door Bill Evans, waarover hij ook een boek heeft geschreven.

## Biografie
Pieranunzi begon al op jonge leeftijd piano te spelen, zijn vader, een gitarist, leidde hem naar de jazz. Hij studeerde klassieke piano en werd in 1973 leraar aan het conservatorium in Frosinone. Naast dit docentschap was hij actief in de jazz en vanaf 1975 trad hij op met eigen groepen, meestal een trio. In 1975 verscheen ook zijn eerste album. Nadien kwamen er nog vele tientallen platen van hem uit, onder meer bijgestaan door Joey Baron, Marc Johnson, Phil Woods, Lee Konitz, Philip Catherine, Art Farmer, Chris Potter, Charlie Haden, Paul Motian, Hein van de Geyn, Eric Vloeimans, Kenny Wheeler en Antonio Sanchez. Ook maakte hij enkele platen met trompettist Chet Baker.
In 1992 en 1997 kreeg hij de Django d'Or in de categorie 'beste Europese jazzmuzikant' en in 2003 de Italiaanse variant van deze prijs in de categorie 'gevestigde muzikant'.

## Discografie (selectie)
- Isis, Soul Note, 1980
- New Lands, Absord, 1984
- What's What, YVP, 1985
- Deep Down, Soul Note, 1987
- Evans Remembered, Via Veneto Jazz, 2000
- Alone Together, Challenge, 2001
- Perugia Suite, Egea, 2002
- Play Morricone, Sunnyside, 2002
- Fellini Jazz, CAM Jazz, 2003
- Doorways, CAM Jazz, 2004
- Play Morricone vol. 2, CAM Jazz, 2004
- Special Encounter, CAM Jazz, 2005
- Ballads, CAM Jazz, 2006
- Live in Paris, Challenge, 2006
- Wandering, CAM Jazz, 2007
- As Never Before, CAM Jazz, 2008
- Dream Dance, CAM Jazz, 2009
- Live at Birdland, CAM Jazz, 2010
- Permutation, 2011